# Anthemis cotula
La camomilla fetida (nome scientifico Anthemis cotula L., 1753) è una specie di pianta angiosperma dicotiledone della famiglia delle Asteraceae (sottofamiglia Asteroideae, tribù Anthemideae (Eurasian grade) e sottotribù Anthemidinae).

## Etimologia
L'etimologia del nome generico (Anthemis) deriva dalla parola greca ”Anthemon” (= fiore, abbondante fioritura) poi trasformato in “anthemis” (= piccolo fiore) e fa riferimento all'infiorescenza di queste piante. Questo nome era già usato dai greci antichi per indicare una delle tante specie di camomilla. L'epiteto specifico (“cotula”) deriva dalla parola greca “kotule” e significa “una piccola coppa” facendo riferimento ad una conca presente alla base delle foglie di questa specie, oppure, secondo altre spiegazioni, facendo riferimento alla forma dell'infiorescenza.

Il binomio scientifico attualmente accettato (Anthemis cotula) è stato proposto da Carl von Linné (1707 – 1778) biologo e scrittore svedese, considerato il padre della moderna classificazione scientifica degli organismi viventi, nella pubblicazione Species Plantarum del 1753.

## Descrizione

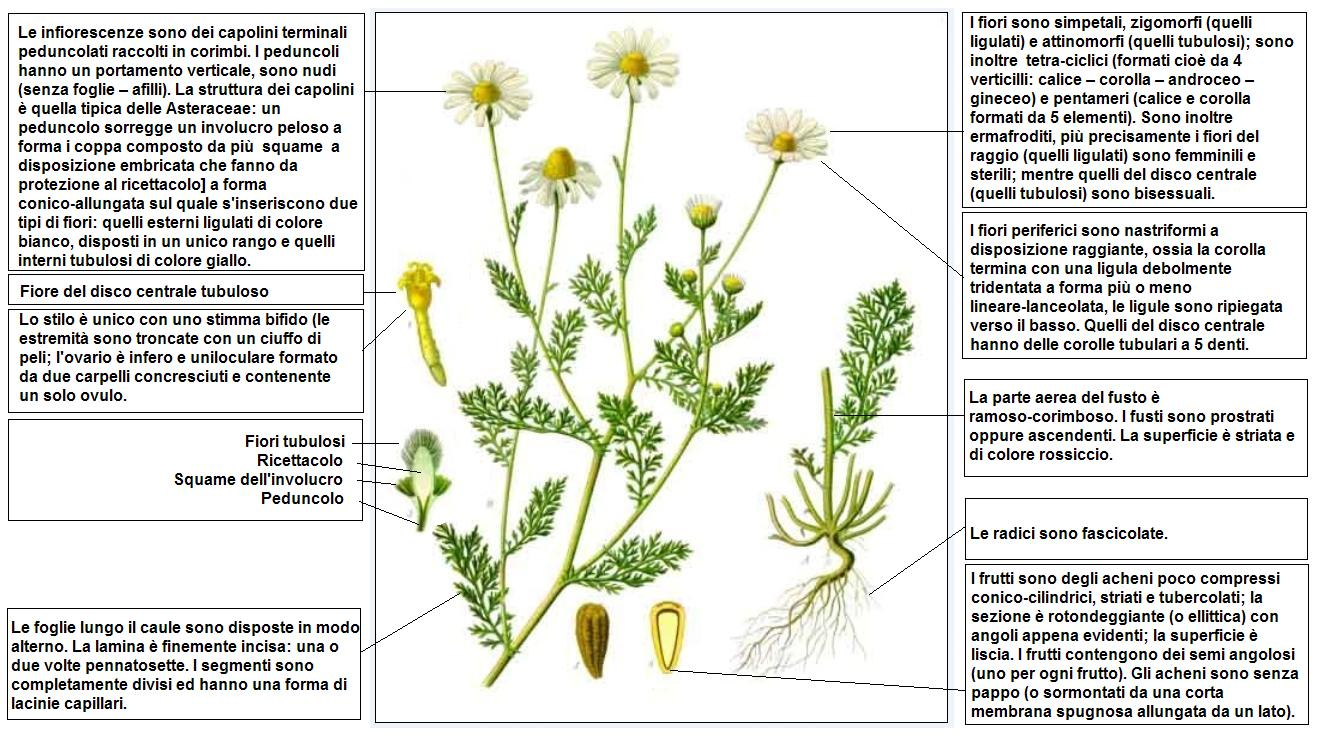
Descrizione delle parti della pianta

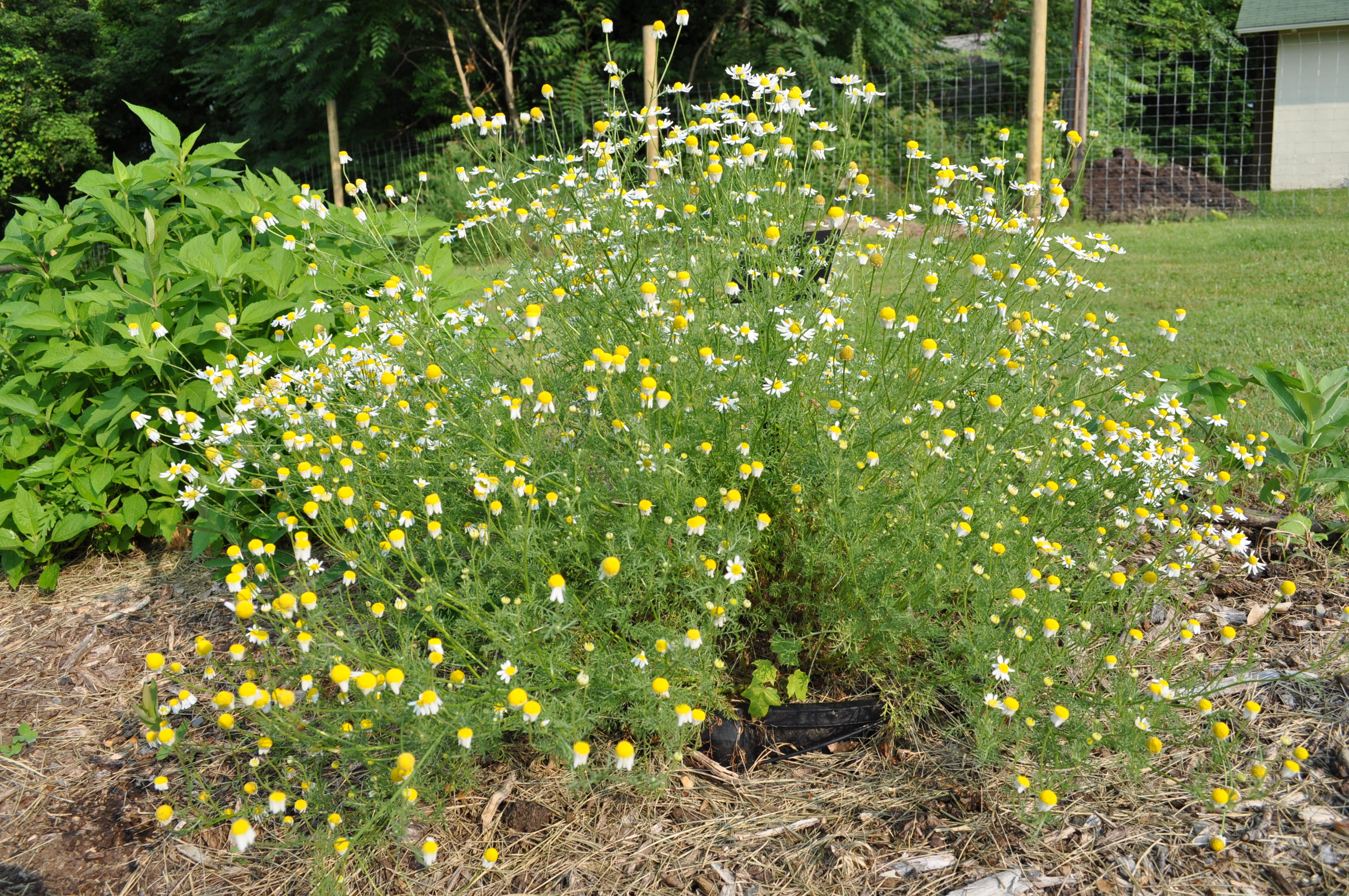
Il portamento

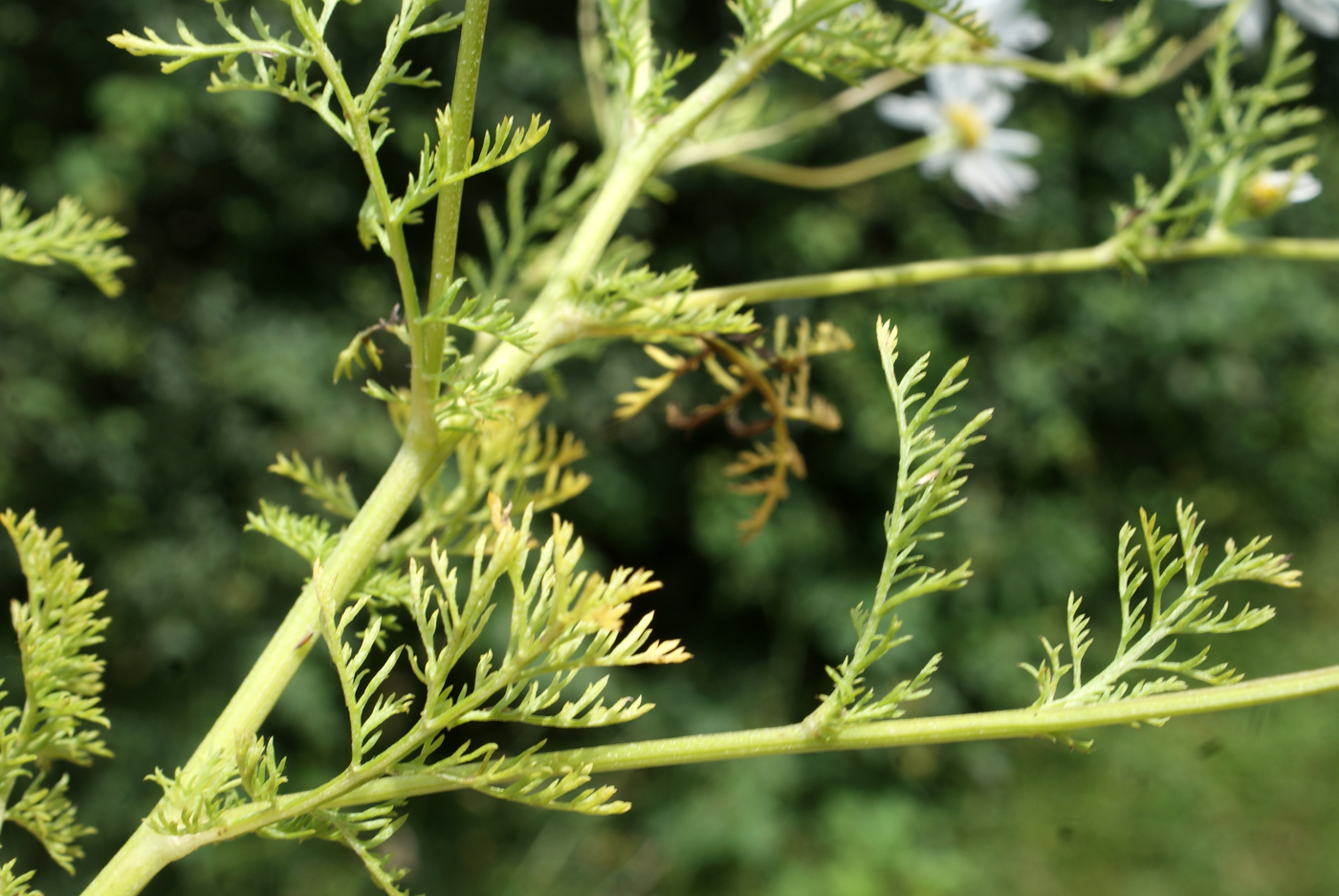
Le foglie

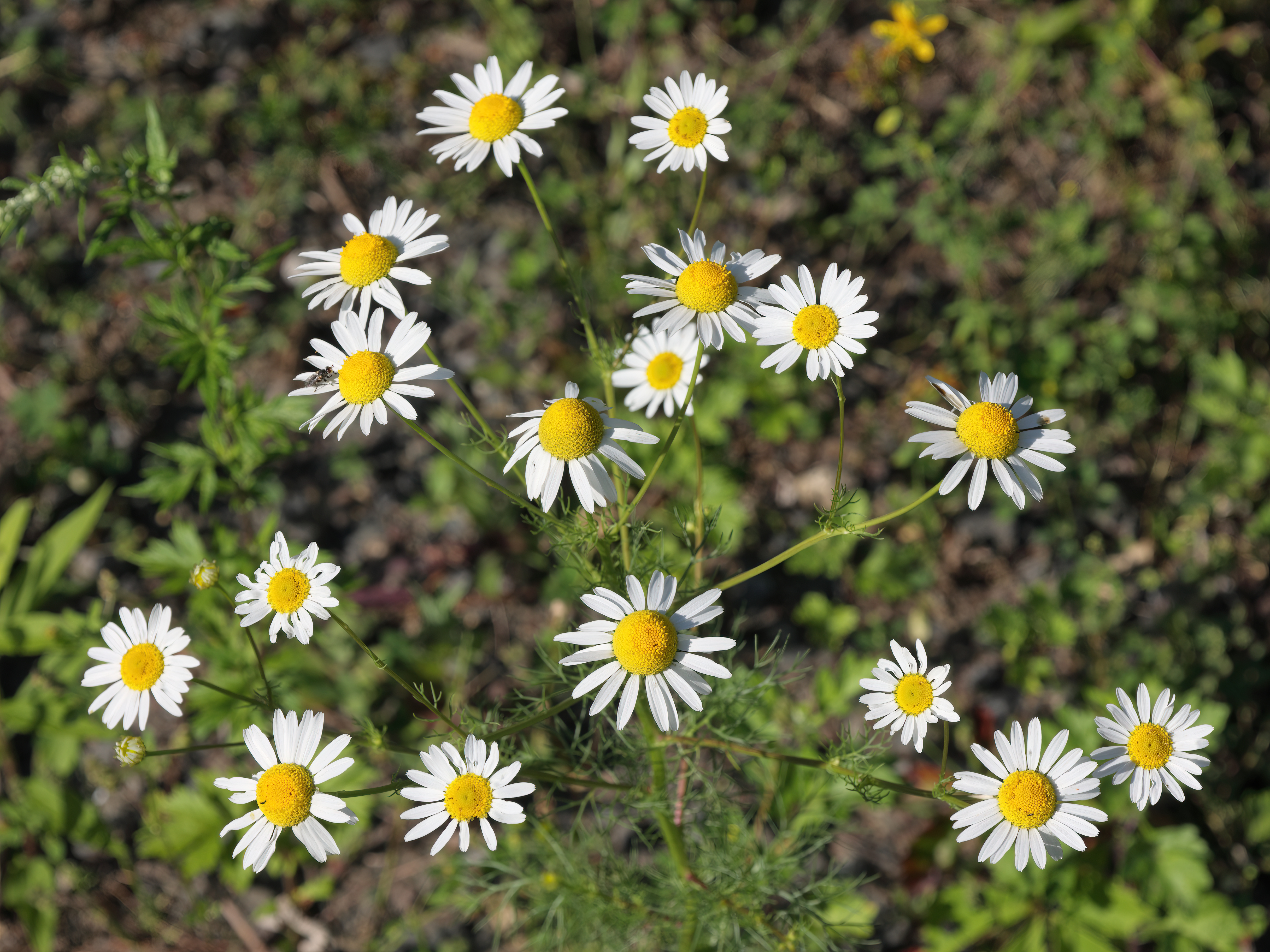
Infiorescenza

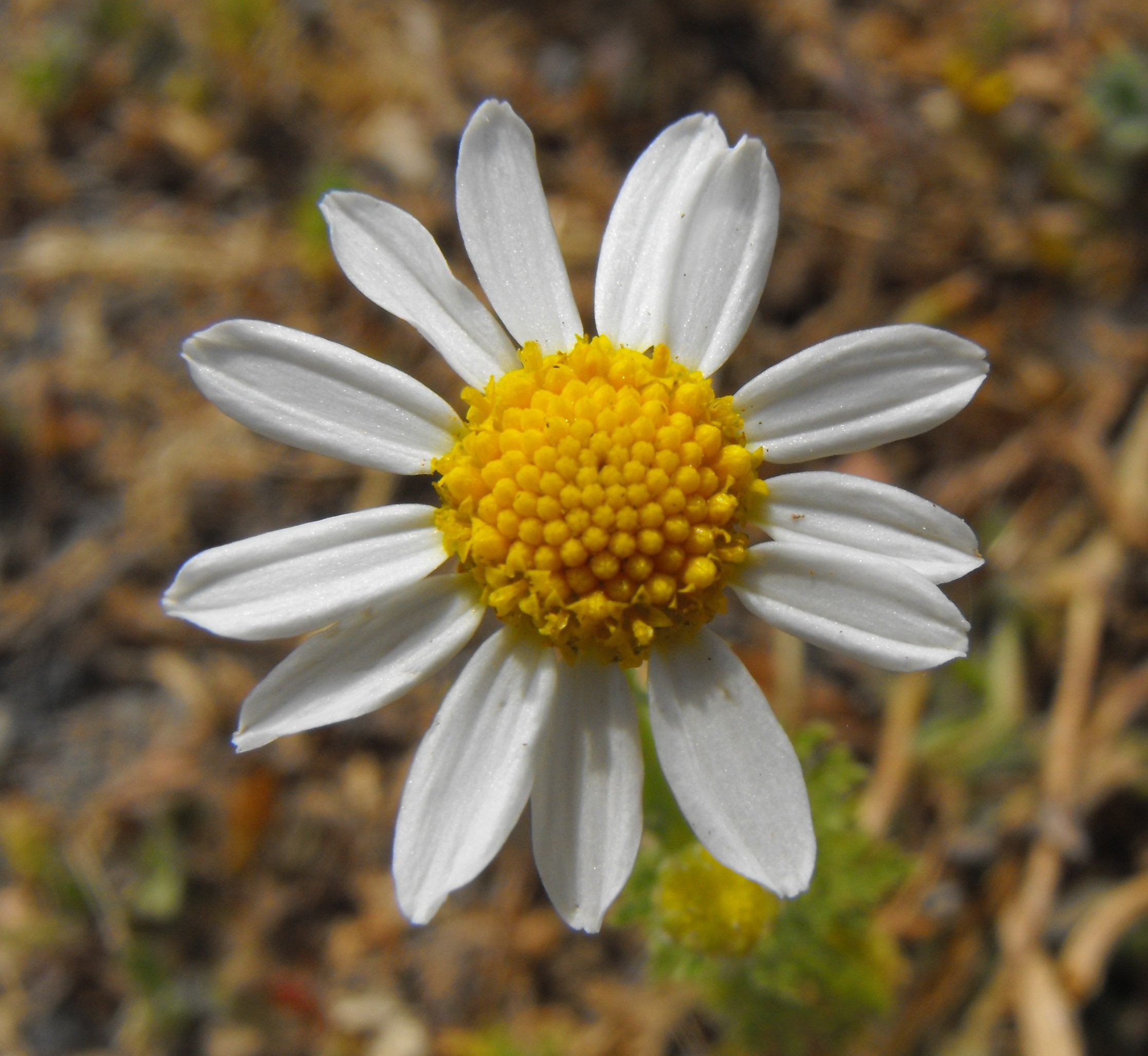
I fiori

Portamento. La forma biologica della specie è terofita scaposa (T scap); ossia sono piante erbacee che differiscono dalle altre forme biologiche poiché, essendo annuali, superano la stagione avversa sotto forma di seme; sono inoltre munite di asse fiorale eretto, spesso con poche foglie. Tutta la pianta è sub-glabra, in parte punteggiata da ghiandole e con un odore sgradevole. L'indumento può essere assente o formato da peli basifissi e/o basifissi..
Radici. Le radici sono fascicolate.
Fusto. Altezza massima: da 1 a 5 dm (massimo 9 dm).
- Parte ipogea: la parte sotterranea è fittonante.
- Parte epigea: la parte aerea del fusto è ramoso-corimboso. I fusti sono prostrati oppure ascendenti. La superficie è striata e di colore verde tendente al rossiccio.

Foglie. Le foglie lungo il caule sono disposte in modo alterno. La lamina è finemente incisa: una o due volte pennatosette. I segmenti sono completamente divisi ed hanno una forma di lacinie capillari. Dimensioni della lamina completa: larghezza 15 – 30 mm; lunghezza 25 – 55 mm. Dimensione delle lacinie: larghezza 0,3 – 0,4 mm; lunghezza 6 – 9 mm.
Infiorescenza. Le sinflorescenze comprendono sia capolini solitari che raggruppati in corimbi più o meno densi. Le infiorescenze vere e proprie sono composte da un capolino terminale peduncolato di tipo radiato. I peduncoli hanno un portamento verticale, sono nudi (senza foglie – afilli) e non s'ingrossano alla fruttificazione. I capolini sono formati da un involucro peloso a forma di coppa, composto da 20 a 30 brattee, al cui interno un ricettacolo fa da base ai fiori di due tipi: fiori del raggio e fiori del disco. Le brattee, con forme oblanceolate e consistenza membranosa (spesso sfrangiate all'apice e con margini scariosi) sono disposte in modo più o meno embricato su più 3 - 5 serie. Il ricettacolo, a forma conico-allungata, provvisto di pagliette persistenti a forma lineare-lesiniforme, avvolge la base dei fiori. Lunghezza del peduncolo: 4 – 6 mm. Diametro dei capolini: 2 - 2,5 mm. Dimensione dell'involucro: larghezza 10 mm; lunghezza 5 mm. Dimensioni delle pagliette: larghezza 0,5 mm; lunghezza 3 mm.
Fiori.  I fiori sono tetra-ciclici (formati cioè da 4 verticilli: calice – corolla – androceo – gineceo) e pentameri (calice e corolla formati da 5 elementi). Si distinguono in:
- fiori del raggio (esterni): da 10 a 15 per capolino, sono femminili e sterili disposti raggianti su una sola serie; la forma è ligulata (zigomorfa);
- fiori del disco (centrali): sono più numerosi (fino a 300) con forme brevemente tubulose (attinomorfe); sono ermafroditi.

- Formula fiorale:

*/x K {\displaystyle \infty }, [C (5), A (5)], G 2 (infero), achenio
- Calice: i sepali del calice sono ridotti ad una coroncina di squame.
- Corolla:

- fiori del raggio: la forma della corolla alla base è più o meno tubulosa-imbutiforme (a volte pelosa), mentre all'apice termina in una ligula nastriforme raggiante tridentata; il colore è bianco; a fine antesi le ligule sono ripiegate verso il basso; dimensione dei fiori ligulati: lunghezza del tubo 4 mm; dimensione della ligula 3 x 7 –10 mm;
- fiori del disco: la forma è tubulare bruscamente divaricata in 5 lobi; i lobi, patenti o eretti, hanno una forma deltata o più o meno lanceolata; il colore può essere giallo o giallo-arancio; lunghezza dei fiori tubulosi: 2 – 2,5 mm.

- Androceo: l'androceo è formato da 5 stami (alternati ai lobi della corolla) sorretti da filamenti generalmente liberi; gli stami sono connati e formano un manicotto circondante lo stilo. Le antere possono essere sia di tipo basifisso che mediofisso. La base delle antere è ottusa. Il tessuto dell'endotecio non è polarizzato. Il polline è sferico con un diametro medio di circa 25 micron;  è tricolporato (con tre aperture sia di tipo a fessura che tipo isodiametrica o poro) ed è echinato (con punte sporgenti).
- Gineceo: l'ovario è infero uniloculare formato da 2 carpelli. Lo stilo (il recettore del polline) è profondamente bifido (con due stigmi divergenti) e con le linee stigmatiche marginali separate o contigue. I due bracci dello stilo hanno una forma troncata e possono essere papillosi o ricoperti da ciuffi di peli.
- Antesi: da giugno a settembre.

Frutti. I frutti sono degli acheni poco compressi conico-cilindrici, striati e tubercolati; la sezione è rotondeggiante (o ellittica) con angoli appena evidenti; la superficie è liscia. I frutti contengono dei semi angolosi (uno per ogni frutto). Gli acheni sono senza pappo o sormontati da una corta membrana spugnosa allungata da un lato. Il colore del frutto è rossastro scuro. Il pericarpo è piuttosto spesso con scarse cellule mucillaginifere. Dimensione dei frutti: 1,3 – 2 mm.

## Biologia
Impollinazione: tramite insetti (impollinazione entomogama tramite farfalle diurne e notturne).

Riproduzione: la fecondazione avviene fondamentalmente tramite l'impollinazione dei fiori.

Dispersione: i semi cadono a terra e vengono dispersi soprattutto da insetti come formiche (disseminazione mirmecoria). Un altro tipo di dispersione è zoocoria: gli uncini delle brattee dell'involucro (se presenti) si agganciano ai peli degli animali di passaggio che portano così i semi anche su lunghe distanze. Inoltre per merito del pappo (se presente) il vento può trasportare i semi anche per alcuni chilometri (disseminazione anemocora).

## Distribuzione e habitat

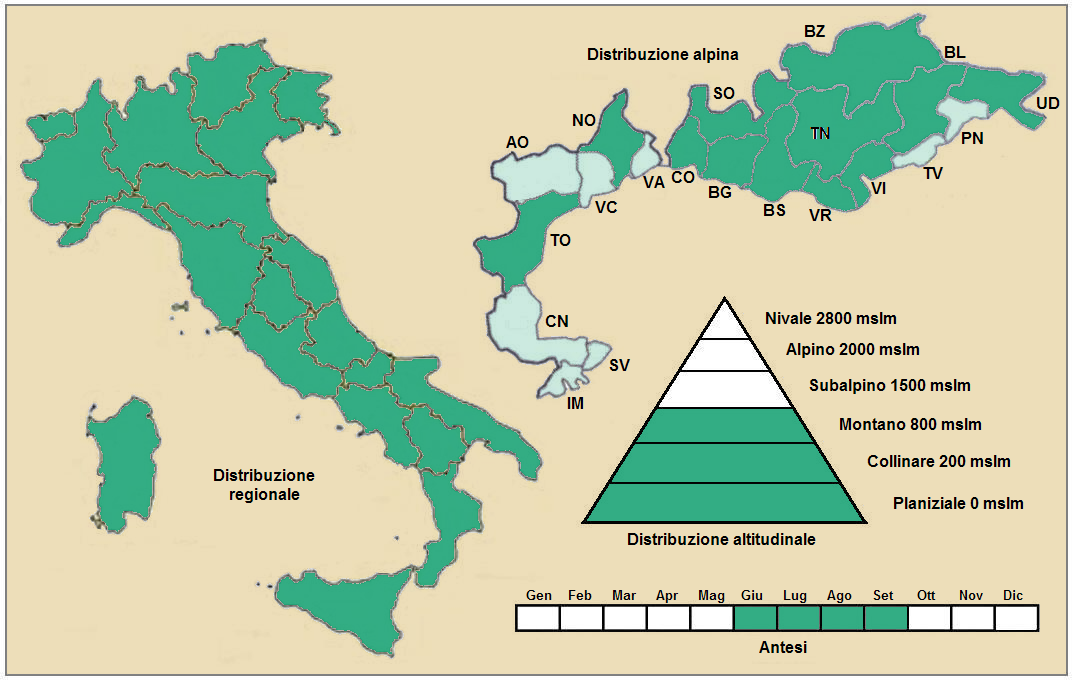
Distribuzione della pianta
(Distribuzione regionale – Distribuzione alpina)

Geoelemento:  il tipo corologico (area di origine) è Euri-Mediterraneo / Eurasiatico.
Distribuzione:  è una specie comune su tutto il territorio italiano. Nelle Alpi è presente in quasi tutte le province. Oltreconfine (sempre nelle Alpi) è presente in buona parte delle regioni: Francia (dipartimenti di Alpes-Maritimes, Drôme, Isère e Savoia), Svizzera (cantoni Berna, Ticino e Grigioni), Austria (Länder del Salisburgo, Carinzia, Stiria e Austria Inferiore) e Slovenia. Sugli altri rilievi europei è presente nella Foresta Nera, Massiccio del Giura, Massiccio Centrale, Pirenei, Monti Balcani e Carpazi. Al di fuori dell'Europa la camomilla fetida è presente in Africa del Nord, in Asia temperata; mentre è considerata naturalizzata in Nord America e Australia.
Habitat: l'habitat tipico per questa pianta sono le aree incolte, le zone ruderali e i campi di cereali; ma anche le scarpate, le strade rurali e depositi di immondizie.  Il substrato preferito è sia calcareo che siliceo con pH neutro, medi valori nutrizionali del terreno che deve essere secco. In alcune aree (Nord America) è considerata pianta infestante.
Distribuzione altitudinale:  sui rilievi alpini queste piante si possono trovare fino a 1300 m s.l.m.; frequentano quindi i seguenti piani vegetazionali: collinare e montano (oltre a quello planiziale – a livello del mare).

## Fitosociologia

### Areale alpino
Fitosociologia: dal punto di vista fitosociologico alpino questa specie appartiene alla seguente comunità vegetale:
Formazione: delle comunità terofitiche pioniere nitrofile
Classe: Stellarietea mediae.

### Areale italiano
Per l'areale completo italiano questa sottospecie appartiene alla seguente comunità vegetale:
Macrotipologia: vegetazione erbacea sinantropica, ruderale a megaforbieti.
Subclasse: Chenopodio-stellarienea Rivas Goday, 1956
Ordine: Sisymbrietalia officinalis <smal> J. Tüxen ex W. Matuszkiewicz, 1962
Alleanza: Hordeion leporini Br.-Bl. in Br.-Bl., Gajewski, Wraber & Walas, 1936 Corr. O. Bolos, 1962
Descrizione: l'alleanza Hordeion leporini raggruppa comunità nitrofile primaverili di tipo ruderale (bordi delle strade, viottoli di campagna e discariche di materiali). La distribuzione di questo gruppo è prevalentemente nella fascia costiera e collinare nei territori a clima mediterraneo arido. Fuori dall'Italia si trova in Spagna, Dalmazia, Grecia e grandi isole centro-mediterranee. Questa alleanza è molto ricca da un punto di vista floristico.
Specie presenti nell'associazione: Hordeum murinum, Chrysanthemum coronarium, Anacyclus clavatus, Lophochloa cristata, Carduus pycnocephalus, Bromus madritensis, Bromus hordeaceus, Plantago lagopus, Lolium rigidum, Medicago polymorpha, Galactites tomentosa, Avena barbata, Avena sterilis, Sisymbrium officinale, Koeleria phleoides, Spergularia campestris, Plantago major, Rumex pulcher, Amaranthus deflexus, Portulaca oleracea, Ammi majus, Marrubium vulgare, Chenopodium vulvaria, Chenopodium opulifolium, Anthemis cotula, Scolymus hispanicus, Xanthium spinosum, Malva sylvestris, Anacyclus clavatus, Crepis bursifolia.
Altre alleanze e associazioni per questa specie sono:
- Malvion neglectae

## Sistematica
La famiglia di appartenenza di questa voce (Asteraceae o Compositae, nomen conservandum) probabilmente originaria del Sud America, è la più numerosa del mondo vegetale, comprende oltre 23.000 specie distribuite su 1.535 generi, oppure 22.750 specie e 1.530 generi secondo altre fonti (una delle checklist più aggiornata elenca fino a 1.679 generi). La famiglia attualmente (2021) è divisa in 16 sottofamiglie; la sottofamiglia Asteroideae è una di queste e rappresenta l'evoluzione più recente di tutta la famiglia.

### Filogenesi
Il gruppo di questa voce è descritto nella tribù Anthemideae, una delle 21 tribù della sottofamiglia Asteroideae). In base alle ultime ricerche nella tribù sono stati individuati (provvisoriamente) 4 principali lignaggi (o cladi): "Southern hemisphere grade", "Asian-southern African grade", "Eurasian grade" e "Mediterranean clade". Il genere  Anthemis (insieme alla sottotribù Anthemidinae) è incluso nel clade Eurasian grade. Nella struttura interna della sottotribù si individuano due cladi. Il genere di questa voce fa parte del clade comprendente i generi Cota, Nananthea e Tripleurospermum.
Nella "Flora d'Italia" (edizione del 2018) le quasi due dozzine di specie di Anthemis presenti sul territorio italiano sono suddivise quattro gruppi. La specie di questa voce appartiene al terzo gruppo individuato dai seguenti caratteri: le piante sono annue; la corona asimmetrica sugli acheni è assente; gli acheni sono rugosi o tubercolati.
I caratteri distintivi della specie A. cotula sono:
- le foglie sono delle lacinie capillari;
- la forma del ricettacolo all'apice è conico-allungato;
- le pagliette sono persistenti con forme lineari-lesiniformi.

Il numero cromosomico di A. cotula è: 2n = 18

### Variabilità
È una specie variabile. La variabilità si manifesta soprattutto nei seguenti caratteri:
- frutto: il colore può essere più chiaro;
- infiorescenza: alcuni capolini sono privi dei fiori ligulati;

### Ibridi
Nell'elenco seguente sono indicati alcuni ibridi interspecifici e intergenerici:

- Anthemis × bollei Schultz-Bip. ex Ascherson (1866) - Ibrido fra A. cotula e Anthemis tinctoria
- ×Anthemimatricaria dominii Rohlena  - Ibrido fra A. cotula e Matricaria recutita
- ×Anthemimatricaria maleolens P. Fourn. (1928) - Ibrido fra A. cotula e Matricaria perforata

### Sinonimi
Sono elencati alcuni sinonimi per questa entità:
- Anthemis foetida Lam.
- Chamaemelum cotula  (L.) All.
- Maruta cotula  (L.) DC.
- Maruta foetida  Gray
- Matricaria cotula  (L.) Baill.
- Anthemis cotula var. disciflora  Lange
- Anthemis cotula subsp. psorosperma  (Ten.) Arcang.
- Anthemis cotula var. vectensis  (F.N.Williams) P.D.Sell
- Anthemis foetida var. vectensis  F.N.Williams
- Anthemis psorosperma  Ten.
- Anthemis ramosa  Spreng.
- Cotula foetida  S.G.Gmel.
- Maruta foetida  (S.G.Gmel.) Cass.
- Maruta vulgaris  Bluff & Fingerh.

## Specie simili
L'infiorescenza è quella tipica delle “margherite”: dei fiori ligulati bianchi circondano dei fiori tubulosi centrali gialli: configurazione comune a molti generi della famiglia delle Asteraceae. Sono le foglie che almeno in parte distinguono le specie di questo genere da altri generi. Con il genere Matricaria la distinzione è più difficile: i capolini di quest'ultimo genere sono un po' più grandi e il ricettacolo ha una forma più compatta. Nell'ambito dello stesso genere le distinzioni sono ancora più difficili da gestire: vi possono essere delle differenze sul frutto achenio (acheni cilindrici o compressi); distinzioni in base al ciclo biologico (annuo, bienne o perenne); differenze più anatomiche come la struttura interna del ricettacolo (forma del ricettacolo, forma delle pagliette); foglie ghiandolose oppure no. E altro ancora. Non per nulla Pignatti nella sua “Flora d'Italia” considera il genere Anthemis un “genere difficile”.

## Usi

### Farmacia
Le proprietà della Camomilla fetida sono collegata a quella della Camomilla comune (Matricaria recutita) ma molto meno efficaci; inoltre è debolmente tossica. Secondo la medicina popolare questa pianta ha le seguenti proprietà medicamentose:
- antispasmodica (attenua gli spasmi muscolari, e rilassa anche il sistema nervoso);
- astringente (limita la secrezione dei liquidi);
- diaforetica (agevola la traspirazione cutanea);
- diuretica (facilita il rilascio dell'urina);
- emetica (utile in caso di avvelenamento in quanto provoca il vomito);
- emmenagoga (regola il flusso mestruale);
- tonica (rafforza l'organismo in generale).

### Cucina
In tutta la pianta è presente un succo acre che può causare allergie in alcune persone.

### Altri usi
Le varie parti della pianta se essiccate sono valide per respingere le pulci e i topi. Dall'intera pianta si può ottenere un colorante simile all'oro.